# Gibraltar Lufthavn
Gibraltar Lufthavn eller North Front Airport (IATA: GIB, ICAO: LXGB), er en international lufthavn i det britiske oversøiske territorium Gibraltar på den Iberiske Halvø. Lufthavnen er ejet af det britiske forsvarsministerium (Ministry of Defence) og bruges af Royal Air Force, ligesom der i 2011 var kommerciel ruteflyvning til flere destinationer i Storbritannien. I 2006 ekspederede den 330.057 passagerer.

## Historie
Landingsbanen og flybasen blev bygget under 2. verdenskrig og blev taget i brug i 1939. På det tidspunkt var Gibraltar en vigtig flådebase for den britiske flåde, Royal Navy. Fra starten havde landingsbanen officiel status som nød-lufthavn for Royal Navys enhed, Fleet Air Arm. Nogle år senere blev landingsbanen forlænget, så den militære luftbase kunne håndtere større fly. Dette skete ved at man etablerede en tange ud i havet med klippestykker sprængt fra Gibraltarklippen. Denne ekspansion skabte diplomatiske problemer mellem Storbritannien og Spanien, da sidstnævnte officielt anser dette område som deres eget, og ikke en del af britisk territorium.
Tvister om suverænitet over Gibraltar, og dermed lufthavnen, har i årevis haft en stærk indflydelse på hvilke typer og antal flyveoperationer der kunne foretages fra Gibraltar. Den spanske regering fik blandt andet EU til at nedlægge forbud mod direkte flyruter til og fra lufthavnen i Gibraltar. Det eneste land der stemte imod og hvor forbuddet ikke var gældende, var Storbritannien. 2. december 1987 indgik Spanien og briterne ellers en aftale der ville tillade civilt luftfart fra lufthavnen. Aftalen indebar at terminalbygningen skulle placeres på den spanske del, ved byen La Línea de la Concepción der er beliggende nord for lufthavnsområdet. Efter store protester fra blandt andet regeringen i Gibraltar blev aftalen aldrig underskrevet, og den blev derfor ikke gældende. Det var en af årsagerne til at Spanien påpegede at Gibraltar ikke var en del af EUs fælles luftrum, og flyselskaber derfor skulle søge om speciel tilladelse hver gang en flyvning ikke gik direkte til lufthavne i Spanien eller Storbritannien.

## Ruter og selskaber
I 2006 meddelte det spanske flyselskab Iberia, at de ville lancere flyvninger mellem Gibraltar og Madrid, en rute, der ville blive drevet med Airbus A319-maskiner. GB Airways (nu en del af British Airways) begyndte kort efter at betjene den samme rute, men disse flyvninger blev lukket senere på året. Iberia rute Madrid-Gibraltar blev lukket i 2008.